# Jagan Nath Khosla
Jagan Nath Khosla fue un diplomático, indio.
- Jagan Nath Khosla estudio derecho, fue Barrister y miembro de la Middle Temple.
- De 1933 a 1940 fue profesor de Derecho y Ciencias Políticas en la University of the Punjab.
- En 1944 fue jefe de Departamento de Ciencias Políticas, en la University of the Punjab.
- De 1947 a 1948 fue decán de la en:University of the Punjab.
- En 1948 dirigió la sección consular de la Alta comisión en Londres.
- En 1949 fue secretario en el departamento cónsular del Ministerio de Relaciones Exteriores.
- En 1951 fue Encargado de negocios en Roma con coacredición en Belgrado.
- En 1952 fue Encargado de negocios en Praga.
- En 1953 fue director del departamento histórico del Ministerio de Relaciones Exteriores.
- De 1955 a 1956 fue Presidente de la en:International Control Commission en Vientián  (Laos).
- De 1956 a octubre de 1958  fue embajador en Praga a partir de febrero de 1958 con coacredición en Bucarest.
- De octubre de 1958 a 1961 fue embajador en Yakarta (Indonesia).
- De 1961 a enero de 1964 fue embajador en Belgrado con coacredición en Sofía y Atenas.
- A partir de enero de 1964 fue director de la Indian Institute of Public Administration en Nueva Delhi.
- A partir de 1968 fue presidente de la Indian Council for Cultural Relations en Nueva Delhi.[2]